# Potts River
Der Potts River ist ein 29 km langer Fluss in der Region Canterbury auf der Südinsel von Neuseeland.

## Geographie
Das Quellgebiet des Potts River befindet sich am nördlichen Ende der Potts Range, gut einen Kilometer westlich des 2401 m hohen Pito Peak, der bereits zu der Gebirgskette der Big Hill Range zählt. Von seinem Quellgebiet aus verläuft der Fluss zunächst in südlich Richtung, um dann nach knapp 4 km in südöstliche Richtung zu schwenken. Nach weiteren 4 km verengt sich das Tal des Flusses zunehmend und zwingt bis 8 km vor seiner Mündung in den Rangitata River den Fluss durch enge Schluchten. Westlich wird der Potts River durch die Gebirgszüge der Potts Range begleitet und östlich von den Big Hill Range sowie weiter südlich von den Dogs Range und im Mündungsgebiet, zudem sich der Fluss nach Westsüdwesten bewegt, von den Harper Range.

## Te Araroa Trail
Vom Südosten, von der Hochebene des Lake Clearwater aus kommend, stößt 4 km östlich des Mündungsgebiets des Potts River der Fernwanderweg Te Araroa Trail auf den Fluss und begleitet ihn an seiner südlichen Seite bis zur Mündung. Der Wanderweg findet dann auf der gegenüberliegenden Seite des Rangitata River im Tal des Bush Streams seine Fortsetzung.